# Lazarus Buonamici

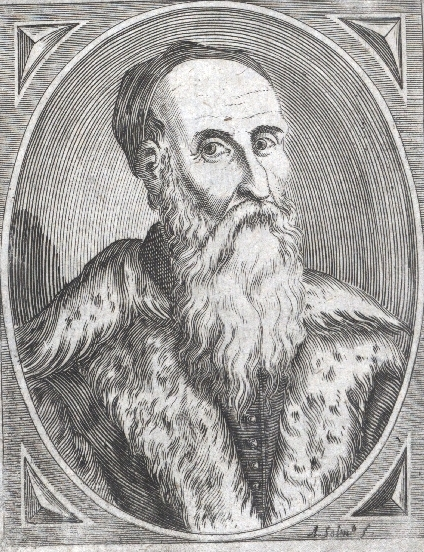
Lazarus Buonamici

Lazarus Buonamici (* zwischen 1477 und 1479 in Bassano del Grappa; † 10. Februar 1552 in Padua), auch Lazarus Bonamicus, Lazzaro Bonamico sowie Lazaro Buonamici, war ein italienischer Gelehrter, der in Oberitalien Griechisch, Latein, die humanitas und Philosophie unterrichtete.

## Leben
Sein Geburtsjahr wird im Allgemeinen mit 1479 angegeben. Nach Avesani handelt es sich dabei aber um einen Interpretationsfehler seiner Grabinschrift. Vielmehr sei er 1477 oder Anfang 1478 geboren. Die Hochschulreife sowie erste Literaturkenntnis erlangte Lazarus, Sohn des Amico und der Dorotea Buonamici, auf dem Gymnasium seiner Heimatstadt und studierte darauf ab 1499 an der Universität Padua. Pietro Pomponazzi war sein Lehrer. Während des Studiums der Philosophie begegnete Buonamici dort Reginald Pole und Pietro Bembo. 1508–1509 machte sich der Student für Aldus Manutius nützlich. Nach dem Studium war Buonamici ab 1510 als Hauslehrer in Mantua tätig. Einer seiner Schüler war Galeazzo Gonzaga, dem er Latein und Griechisch beibrachte. Nach längerem Aufenthalt in Bologna ging Buonamici 1521 nach Rom und lehrte an der Universität. Zum Beispiel nahm Aonio Paleario 1525 bei Buonamici Philosophieunterricht. Im Mai 1527 während der Plünderung Roms flüchtete Buonamici nach Venedig. Um 1530 zurück in Padua, lehrte er an seiner Alma Mater Griechisch und Latein. Etliche Rufe auswärtiger Universitäten schlug er – dank einer Pension des Senats der Stadt Venedig – aus und blieb an der Universität Padua. Zu Buonamicis Schülern in Padua zählten Giovanni Michele Bruto und Francesco Patrizi da Cherso. Bruto studierte um 1540 bei Buonamici Rhetorik und Patrizi ab 1551 Philosophie. Auch Agostino Valier war Buonamicis Schüler. Und der Italienreisende Wilhelm von Grevenbroich begegnete Buonamici (entweder in Padua oder in Rom).
Buonamici strebte im Padua der 1540er Jahre zusammen mit Pietro Aretino, Luigi Alamanni,  Ruzante, Sperone Speroni und Benedetto Varchi in der Accademia degli Infiammati die Gleichstellung des Italienischen als Dichtersprache neben dem Latein an.
Lazarus Buonamici starb – schwer erkrankt – im Februar 1552. Seit 1866 findet sich sein Grabdenkmal im Kreuzgang des Noviziats der Basilika des Heiligen Antonius in Padua.

## Werk (Auswahl)
posthum
- Lazari Bonamici Bassanensis Carminum liber. Venedig 1572 (online – Internet Archive, Liederbuch, Latein)
- Johann Georg Eck: Lazarus Bonamicus. Gedichte. Leipzig 1768 (Lazarus Bonamicus bei Google Books, Latein)
- Libera versione di due epistole delli ch. bassanesi Lazzaro Bonamico.... Bassano 1818 (online – Internet Archive, zwei Briefe, Italienisch)
- H. H. Wolff (Hrsg.): Eclogae_latinae. Padua 1718 (Ed. Wartig Leipzig 1885) (Lateinische Ekloge)